# ميشال شزباك
ميشال شزباك (بالإنجليزية: Michał Szpak)‏ (مواليد 26 نوفمبر 1990) هو مغني بولندي أشتهر بسبب مشاركته في ذا إكس فاكتور النسخة البولندية.

## وصلات خارجية
- ميشال شزباك على موقع IMDb (الإنجليزية)
- ميشال شزباك على موقع ميوزك برينز (الإنجليزية)
- ميشال شزباك على موقع ديسكوغز (الإنجليزية)